# Кусяба
Кусяба — река в России, протекает в Баймакском районе Башкортостана. Устье реки находится в 670 км по правому берегу реки Сакмара в деревне Чингизово. Длина реки составляет 20 км.

## Данные водного реестра
По данным государственного водного реестра России относится к Уральскому бассейновому округу, водохозяйственный участок реки — Сакмара от истока до впадения реки Большой Ик. Речной бассейн реки — Урал (российская часть бассейна).
В реестре река ошибочно названа «Курися».
Код объекта в государственном водном реестре — 12010000512112200004921.